# Igreja do Sangue

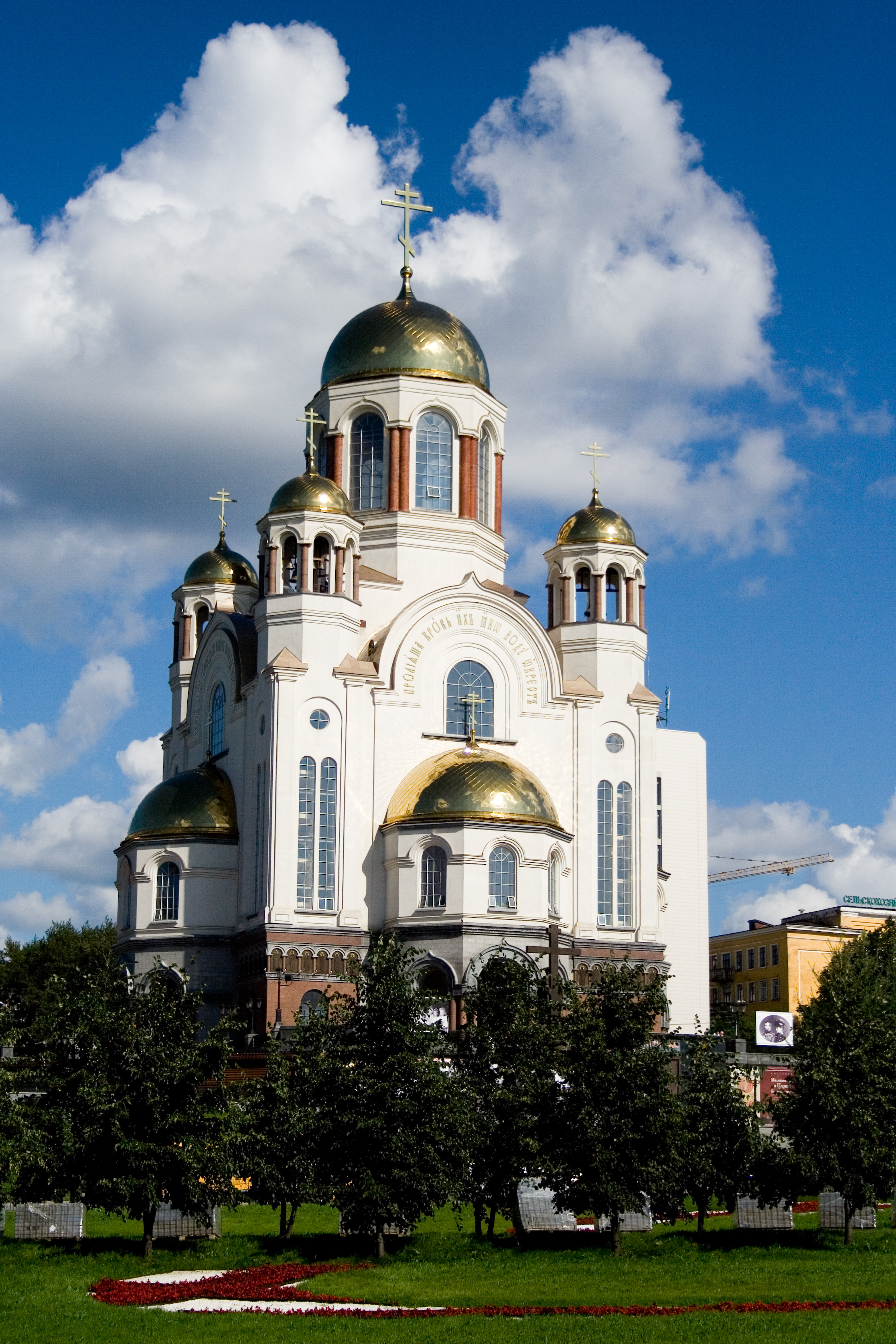
Igreja do Sangue em Honra de Todos os Santos Resplandecente na Terra Russa de Ecaterimburgo.

A Igreja do Sangue em Honra de Todos os Santos que Resplandeceram na Terra Russa (em russo:  Храм-на-Крови́ во и́мя Всех святы́х, в земле́ Росси́йской просия́вших) é uma igreja Ortodoxa Russa construída no local da Casa Ipátiev em Ecaterimburgo, onde Nicolau II, o último imperador da Rússia, e vários membros de sua família e servos foram assassinados pelos bolcheviques durante a Guerra civil russa. A igreja comemora a Canonização dos Romanov.